# Anaïs Chevalier-Bouchet
Anaïs Chevalier-Bouchet, född Chevalier den 12 februari 1993 i Saint-Martin-d'Hères, är en fransk skidskytt som tävlar i världscupen. Vid de olympiska vinterspelen 2018 i Pyeongchang blev hon, tillsammans med Marie Dorin Habert, Justine Braisaz-Bouchet och Anaïs Bescond, olympisk bronsmedaljör i damernas stafett. Vid OS i Peking 2022 vann hon silver i distansloppet och brons i mixstafetten. Hon är dessutom sjufaldig VM-medaljör. 
Den 16 december 2016 tog Chevalier-Bouchet sin första individuella pallplats i världscupen när hon slutade på en andraplats i sprinttävlingen i Nové Město na Moravě. Dagen efter, den 17 december, tog hon sin första individuella världscupseger i den efterföljande jaktstarten.
Chevalier-Bouchet är äldre syster till skidskytten Chloé Chevalier.

## Resultat

### Pallplatser i världscupen

#### Individuellt
Chevalier-Bouchet har tolv individuella pallplatser i världscupen: en seger, fyra andraplatser och sju tredjeplatser
| Säsong  | Datum            | Plats                | Disciplin          | Placering |
| ------- | ---------------- | -------------------- | ------------------ | --------- |
| 2016/17 | 16 december 2016 | Nové Město na Moravě | Sprint (7,5 km)    | 2:a       |
| 2016/17 | 17 december 2016 | Nové Město na Moravě | Jaktstart (10 km)  | 1:a       |
| 2016/17 | 19 januari 2017  | Antholz              | Distans (15 km)    | 2:a       |
| 2016/17 | 10 februari 2017 | Hochfilzen (VM)      | Sprint (7,5 km)    | 3:a       |
| 2016/17 | 2 mars 2017      | Pyeongchang          | Sprint (7,5 km)    | 3:a       |
| 2017/18 | 11 mars 2018     | Kontiolax            | Masstart (12,5 km) | 3:a       |
| 2017/18 | 25 mars 2018     | Tiumen               | Masstart (12,5 km) | 3:a       |
| 2018/19 | 23 december 2018 | Nové Město na Moravě | Masstart (12,5 km) | 3:a       |
| 2018/19 | 10 januari 2019  | Oberhof              | Sprint (7,5 km)    | 2:a       |
| 2018/19 | 12 januari 2019  | Oberhof              | Jaktstart (10 km)  | 3:a       |
| 2020/21 | 3 december 2020  | Kontiolax            | Sprint (7,5 km)    | 2:a       |
| 2020/21 | 21 januari 2021  | Antholz              | Distans (15 km)    | 3:a       |